# Панасівка (Житомирський район)
Пана́сівка — село в Україні, у Житомирському районі Житомирської області. Входить до складу Любарської селищної громади. Населення становить 357 осіб.

## Історія
У 1906 році село Любарської волості Новоград-Волинського повіту Волинської губернії. Відстань від повітового міста 84 версти, від волості 6. Дворів 31, мешканців 227.
2 листопада 1921 р. під час Листопадового рейду в Панасівці та Коваленках стався бій між Подільською групою (командувач Сергій Чорний) Армії Української Народної Республіки та 7-м кавалерійським полком (командир — Ілля Дубинський) 1-ї бригади 2-ї кавалерійської дивізії московських військ, що переслідував групу.

## Населення

### Мова
Розподіл населення за рідною мовою за даними перепису 2001 року:
| Мова       | Кількість | Відсоток |
| ---------- | --------- | -------- |
| українська | 353       | 98.88%   |
| російська  | 3         | 0.84%    |
| румунська  | 1         | 0.28%    |
| Усього     | 357       | 100%     |

## Відомі люди
- У селі вчителював український художник Петрик Андрій Іванович